# Leaving (chanson des Pet Shop Boys)
Pour les articles homonymes, voir Leaving.
Singles de Pet Shop Boys
Winner
(2012) Memory of the Future
(2012)
Winner est une chanson du duo britannique Pet Shop Boys extraite de leur onzième album studio, Elysium, paru le 10 septembre 2012.
Le 12 octobre 2012, un peu plus d'un mois après la sortie de l'album, la chanson a été publiée en single. C'était le deuxième single tiré de cet album.
Le single a atteint la 44e place au Royaume-Uni.